# فيتور مينديز
فيتور مينديز هو لاعب كرة قدم برازيلي، ولد في 13 فبراير 1999 في بليم في البرازيل.

## وصلات خارجية
- فيتور مينديز على موقع قاعدة بيانات كرة القدم.إي يو (الإنجليزية)
- فيتور مينديز على موقع Soccerway.com (الإنجليزية)